# Chó bò Mỹ
Chó bò Mỹ (American Bulldog) là một giống chó nhà có nguồn gốc ở Mỹ bắt nguồn từ dòng chó bò ở Anh. Chúng được ưa chuộng để sử dụng trong việc săn bắt, giữ nhà. American Bull là một giống chó cực kỳ cơ bắp. Được biết đến với thái độ vui vẻ và thân thiện với mọi người, thỉnh thoảng chúng cũng có chút biểu hiện bướng bỉnh. Ban đầu giống chó này được lai tạo với mục đích trông coi trang trại, xua đuổi lợn rừng, bảo vệ gia súc, chống trộm, và giữ gìn tài sản của chủ nhân, chúng cũng là một trong những giống chó nguy hiểm nhất.

## Tổng quan
Giống chó Bun vốn là loài chó dùng để đấu với nhưng con bò mộng hung dữ, một số con chó Bun được nhập khẩu sang Mỹ theo làn sóng nhập cư ở thế kỉ XVIII. Với sự nỗ lực của ông John D. Johnson của Summerville trong nỗ lực bảo vệ và phát triển ra Bun Mỹ. Sau chiến tranh thế giới thứ II, ông nhận thấy các loài chó thuộc chó ngao Anh (English Mastiff) đang dần dần tuyệt chủng.
Ông đã bỏ công lựa chọn, và sưu tầm các giống tốt nhất nhằm tái xuất loài chó nổi tiếng này. Ông chính là người nuôi giống chó này lâu va nhiều nhất. Đặc biệt nông dân Mỹ ưa chuộn Bun Mỹ bởi sức mạnh, khả năng bảo vệ, thông minh cũng như sức làm việc tốt của chúng. Những ưu điểm của Bun Mỹ gồm săn mồi (săn chuột), trông nhà, đánh hơi, kéo xe, và bảo vệ.

## Đặc điểm
Khác với chó Bun Anh, chó Bun Mỹ vẫn giữ được bộ dò dài, nhanh nhẹn hơn Bun Anh rất nhiều. Trong khi English Bulldog được lai tạo cho nhỏ hơn và hiền hơn với ông bà chúng thì American Bulldog vẫn giữ nguyên những đặc tính to con và đáng sợ. Chiều cao của chúng từ 55–75 cm, trọng lượng khoảng 32–54 kg. Bun Mỹ có một cơ thể cơ bắp cuồn cuộn, cùng một cái đầu vuông và to, hàm rất khoẻ. Bun Mỹ rất khoẻ và nhanh nhẹn vì bởi chân dài hơn. Ngực nở và rắn chác. Đầu của Bun Mỹ to và vuông với đôi má chảy sệ. Tai cụp nhưng co một số nơi họ phẫu thuật làm vểnh lên. Mũi chúng đen. Sống đến 16 năm tuổi.

## Tập tính
Tính tình chúng dữ tợn, dũng cảm, quyết đoán, không được cởi mở lắm với người lạ. Chúng rất yêu quý trẻ em, và nổi tiếng nhờ sự quên mình cưu chủ. Chúng có thể chiến đấu với chó hoang, bò, lửng. Chúng rất trung thành và rất biết nghe lời chủ chứ không bướng bỉnh nhủ Bun Anh. Chính bởi bản năng bảo vệ cũng như tự vệ rất cao nên người chủ cần phải cho chó của mình hòa đồng với xã hội từ bé cúng như dãy dỗ chú chó này biết vâng lời. Một cài cá thể khá hung dữ với đồng loại.